# Harvey Martin
Harvey Banks Martin (Dallas, 16 novembre 1950 – 24 dicembre 2001) è stato un giocatore di football americano statunitense che ha giocato nel ruolo di defensive end per tutta la carriera con i Dallas Cowboys della National Football League (NFL). Fu scelto nel corso del terzo giro del Draft NFL 1973 dai Cowboys. Al college ha giocato a football alla East Texas State University.

## Carriera professionistica
Martin fu scelto nel terzo giro del Draft 1973 dai Dallas Cowboys. Nel corso dei suoi primi anni con la squadra, lo staff degli allenatori cercò instillare in Martin un senso di aggressività, fiducia e resistenza mentale, caratteristiche che non gli appartenevano per natura. Alla fine migliorò la sua prestanza fisica e la sua tecnica di allenamento, aiutato dal membro della Pro Football Hall of Fame Rayfield Wright diventando un giocatore dallo stile feroce, tanto da venire soprannominato "Too Mean", troppo cattivo. Al suo terzo anno, il 1975, era diventato un titolare fisso.
La NFL non iniziò a tenere ufficialmente conto dei sack come statistica che dal 1982 ma, secondo le statistiche rilevate dagli stessi Cowboys, Martin ne mise a segno 114 con la squadra, guidando Dallas in sette stagioni su nove, con un massimo di 23 nel 1977. Quell'anno disputò una delle migliori stagioni di sempre per un giocatore: i suoi 23 sack in 14 partite (con 85 tackle) sono più dell'attuale record ufficiale NFL di Michael Strahan di 22,5, fu premiato come difensore dell'anno, inserito unanimemente nel First-team All-Pro e condivise il premio di MVP del Super Bowl XII con Randy White nella vittoria del titolo con Dallas.
Martin si ritirò alla fine della stagione 1983 dopo 158 partite tutte coi Cowboys. Tormentato da demoni personali come l'abuso di alcool e la bancarotta, Martin riuscì a passare sobrio i suoi ultimi anni, morendo all'età di 51 anni per un cancro al pancreas.

## Palmarès
- Super Bowl : 1 Vincitore del Super Bowl XII
- MVP del Super Bowl (XII)
- Miglior difensore dell'anno della NFL (1977)
- (4) Pro Bowl (1976, 1977, 1978, 1979)
- (1) First-team All-Pro (1977)
- (3) Second-team All-Pro (1976, 1979, 1982)
- Formazione ideale della NFL degli anni 1970

## Statistiche
| Partite totali | 158 |
| Sack           | 114 |
| Intercetti     | 2   |